# Kangley (Washington)
Kangley es un área no incorporada ubicada en el condado de King en el estado estadounidense de Washington.

## Geografía
Kangley se encuentra ubicado en las coordenadas 47°21′43″N 121°52′52″O / 47.36194, -121.88111.